# Motociclisme
|  | Aquest article tracta sobre el motociclisme en general. Si cerqueu l'article sobre la modalitat de la velocitat, vegeu «Motociclisme de velocitat». |

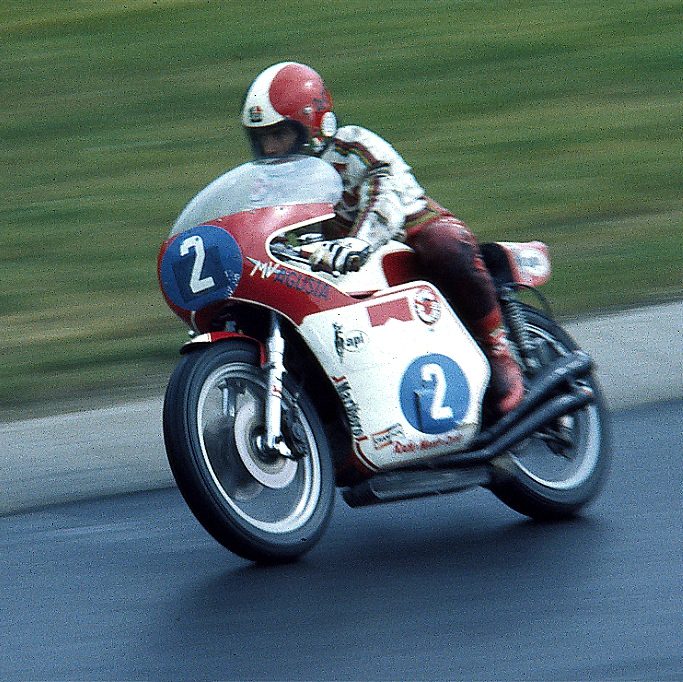
Giacomo Agostini, 15 títols mundials de velocitat

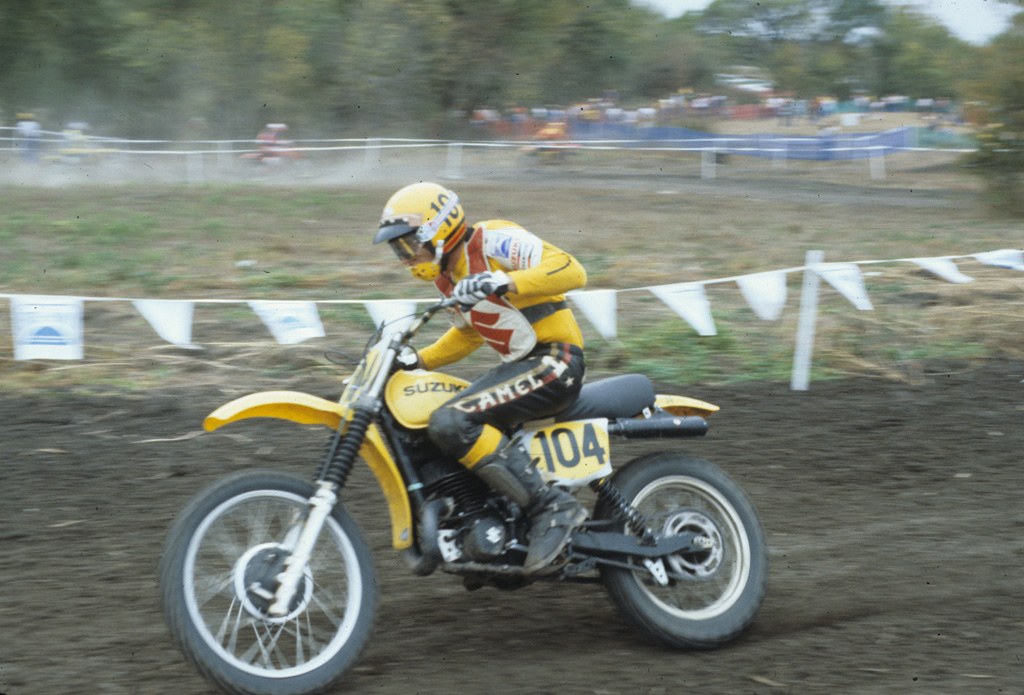
Roger De Coster, 5 títols mundials de motocròs

El motociclisme és el conjunt d'esports relacionats amb les curses de motocicletes en qualsevol de les seves varietats o categories. La FIM (Fédération Internationale de Motocyclisme) n'és l'organisme internacional regulador. Hi ha moltes modalitats del motociclisme que es practiquen en tota mena de terrenys, ja siguin a l'aire lliure o en espais tancats, per bé que les més conegudes són les que es desenvolupen sobre superfícies pavimentades, anomenades genèricament "motociclisme de carretera". Dins d'aquestes, les normes de la FIM hi distingeixen tres categories: turisme (motocicletes de turisme de sèrie), esport (motocicletes de turisme millorades o "trucades") i cursa (motocicletes esportives). Normalment, les curses s'efectuen entre motocicletes d'una potència similar.
Actualment, el motociclisme és un esport que compta amb bon nombre de practicants i seguidors arreu del món. Les retransmissions dels Grans Premis del mundial de velocitat obtenen audiències televisives importants i hi ha força esdeveniments que apleguen gran quantitat de públic, com ara els 300.000 espectadors que assisteixen anualment a l'Enduro de Le Touquet, al Gran Premi del País Valencià o al Gran Premi dels Països Baixos (el Dutch TT d'Assen). Altres curses, com ara el Gran Premi de Catalunya, n'arriben a aplegar vora 150.000.

## Història
El motociclisme de competició s'inicià al Regne Unit a començaments del segle xx, i ja el 1903 s'hi fundà el primer ens rector d'aquest esport, l'actual ACU (nom que adoptà el 1907). Poc després, el 1904, es creà a París la Fédération Internationale des Clubs Motocyclistes, FICM, ens que es dissolgué el 1906 però ressorgí el 1912, aquest cop amb seu a Anglaterra. El 1949, la FICM canvià el seu nom per l'actual, Fédération Internationale de Motocyclisme, FIM.

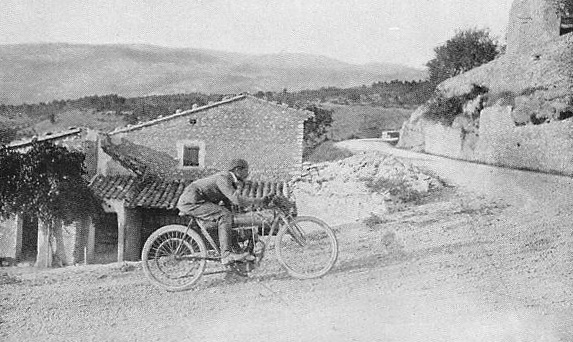
Cursa de motociclisme al Ventor (1904)

La primera manifestació important del motociclisme de competició fou la celebració, el 1907, del primer Tourist Trophy de l'illa de Man, considerada l'antecessora de les actuals curses de motociclisme de velocitat. Poc després, el 1909, es disputà la primera prova de trial de llarga durada als Highlands d'Escòcia (l'antecedent dels famosos Sis Dies d'Escòcia de Trial celebrats d'ençà de 1911). El 1913, l'acabada de refundar FICM organitzà els ISDT (International Six Days Trial) a Carlisle, Anglaterra, esdeveniment que ha estat considerat com a l'antecedent més llunyà de l'actual disciplina de l'enduro.
El 1914 s'estrenà als erms de Yorkshire una altra prova que ha passat a la història del motociclisme, l'Scott Trial, considerada l'antecessora directa de la modalitat del motocròs. Efectivament, fruit de l'evolució d'aquesta cursa i de la modalitat del trial en general, el 1924 es disputà a Camberley (Surrey) la primera cursa d'allò que hom podria considerar ja com a motocròs: la Southern Scott Scramble. També durant la dècada de 1920 s'originà a Nova Gal·les del Sud (Austràlia), una nova modalitat de curses de motociclisme que ha arribat als nostres dies: l'Speedway.
Als Països Catalans, les primeres manifestacions d'aquest esport tingueren lloc cap a 1910 a Catalunya. El 1913 es fundà l'Amateur Moto Club de Barcelona, rebatejat com a Moto Club de Catalunya (amb el títol de reial), el 1916. El 1923 fou fundada la Federación Motociclista Española pel Moto Club de Catalunya i el Moto Club de España, entitat amb seu a Madrid però amb la secretaria general a Barcelona (fins que el 1939 fou traslladada a Madrid). L'auge del motociclisme després de la Guerra Civil espanyola es degué i fou alhora causant de la puixant indústria motociclista catalana, en la qual destacaren les marques OSSA, Montesa, Bultaco i Derbi, totes elles amb gran repercussió internacional.
El motociclisme ha assolit també un gran auge al País Valencià d'ençà del 1939, per obra del Moto Club València i de la seva filial, la Penya Moto Club Algemesí (fundada el 1951), i també a les Illes Balears, on el 1948 es fundà a Palma el Moto Club Mallorca, el qual creà la Volta a Mallorca el 1949 i el 1952 organitzà el primer campionat estatal de regularitat, guanyat per Josep Humet i Creus.

### Cronologia: Els inicis del motociclisme
- 20 de setembre de 1896: Primera dada d'una cursa de motos. Vuit pilots s'enfronten a París-Mantes-París.
- 16-24 de juliol de 1899: Primera volta a França en automòbil, on també hi participen 25 motos.
- 28 de maig de 1907: Primera edició del Tourist Trophy de l'Illa de Man.
- 1909: Primera gran competició de trial a Edimburg, precursora dels Sis Dies d'Escòcia de Trial.
- 1913: Primera edició dels ISDT (avui anomenats ISDE, International Six Days Enduro) a Carlisle.
- 1914: Primera edició del Scott Trial.
- 19-20 de maig de 1922: Primera edició del Bol d'Or.
- 1924: Primera cursa de "motocròs", la Southern Scott Scramble, a Camberley.
- 1947: Primera edició del Motocross des Nations.
- 1949: Primera edició del campionat del món de velocitat en moto (125cc, 250cc, 350cc, 500cc i Sidecar), successor de l'antic campionat d'Europa estrenat el 1924.
- 2-3 de juliol de 1955: Primera edició de les 24 Hores de Montjuïc.
- 1957: Primera edició del campionat del món de motocròs, successor del campionat d'Europa estrenat el 1952.
- 1975: Primera edició del campionat del món de trial, successor del campionat d'Europa estrenat el 1964.

## Modalitats principals
A grans trets, el motociclisme es pot dividir en tres modalitats principals, cadascuna amb les seves disciplines:
1. Motociclisme de carretera: Es caracteritza per desenvolupar-se sobre asfalt, ja sigui en circuit tancat o carretera oberta.
2. Motociclisme en pista: Es tracta de curses de velocitat disputades sobre una pista ovalada que pot ser de diverses superfícies com ara terra, herba, gel i d'altres, i que es recorre en sentit invers al sentit horari. El desenvolupament de les curses recorda a les curses de cavalls en hipòdroms.
3. Motociclisme fora d'asfalt: Conegut també com a Fora carretera o Off road, es caracteritza per desenvolupar-se sobre tota mena de terreny natural, no asfaltat, ja sigui en circuit tancat o camp a través.

### Motociclisme de carretera
Les principals disciplines de carretera són:

#### Motociclisme de velocitat
És la disciplina més coneguda del motociclisme, consistent en curses de velocitat disputades en un autòdrom. El seu màxim exponent és el Campionat del Món de Motociclisme de velocitat, dividit actualment en tres categories en funció de la fórmula dels motors de les motocicletes que hi participen:
- MotoGP, la categoria "reina" del motociclisme, successora de l'antiga cilindrada dels 500cc
- Moto2, successora de l'antiga cilindrada dels 250cc
- Moto3, successora de l'antiga cilindrada dels 125cc

A banda, hi ha altres categories diferenciades:
- Sidecar. És idèntic a l'anterior, amb la diferència que les motocicletes que hi prenen part duen incorporat un sidecar. La màxima competició internacional n'és el Campionat del Món de sidecars.
- Superbike. S'hi corre amb motos derivades de models de sèrie, permetent-se'n una preparació tecnològica important. La màxima competició internacional n'és el Campionat del Món de Superbike, abreujat SBK.
- Supersport. Igual com passa amb les Superbike, són motos derivades de models de sèrie, però la millora tecnològica hi és més restringida. Això fa que les motos que hi participen siguin molt properes als models de sèrie.

#### Resistència
Variant del motociclisme de velocitat destinada a provar la durabilitat de les motocicletes i la resistència física dels participants. En aquesta mena de competicions, equips formats per dos o més pilots han de cobrir una gran distància en una sola cursa, tot alternant-se en la conducció d'una única motocicleta. Curses famoses d'aquesta disciplina són el Bol d'Or o les antigues 24 Hores de Montjuïc.

#### Pujada de muntanya
Curses de velocitat contra rellotge en carretera de muntanya. Consisteixen en una cursa de curta durada en què els participants han de cobrir en el mínim temps possible un recorregut en pendent ascendent fins a la línia d'arribada.

#### Cursa d'acceleració
En anglès: Drag race o Sprint, proves d'acceleració en recta asfaltada. En elles, s'enfronten dues motocicletes especials ("vehicles d'acceleració", en anglès: Dragsters) que han de recórrer una distància d'uns 400 m en línia recta.

### Motociclisme en pista
Les principals disciplines de pista són:

#### Board Track
Una modalitat ja desapareguda però que gaudí de gran popularitat als EUA durant les dècades de 1910 i 1920. Eren curses sobre pista ovalada amb superfície de taulons de fusta.

#### Speedway
La més coneguda. En aquesta modalitat, quatre -de vegades, fins a sis- pilots competeixen en curses de quatre voltes a una pista oval plana, generalment de terra o de pissarra poc compacta. Els competidors hi fan lliscar les seves màquines de costat, amb derrapades controlades en els revolts. N'hi ha també una modalitat amb sidecar.

#### Grasstrack
Idèntic a l'Speedway però sobre una pista coberta d'herba. Les primeres curses de Grasstrack es van córrer al Regne Unit a començament dels anys 20. N'hi ha també una modalitat amb sidecar.

#### Long Track
Molt similar a l'Speedway però se'n diferencia per disputar-se en pistes de 1.000 metres, cosa que fa que les velocitats que s'agafen siguin molt més altes. Les curses són normalment de sis corredors, tot i que de vegades se'n fan de vuit.

#### Flat Track
Sobre pista de terra, no necessàriament ovalada. Molt popular als EUA d'on és originari, és similar al Speedway europeu per bé que les curses es corren a més velocitat i presenten força peculiaritats. Se'l coneix també com a Dirt Track ("pista de terra"). Les pistes que fan menys de 3/8 parts de milla són considerades curtes o Short Track.

#### Ice Speedway
Conegut també com a Ice Racing. Són curses disputades sobre una pista de gel ovalada d'entre 260 i 425 m de longitud. L'Ice Racing és l'equivalent de l'Speedway sobre gel: l'estructura de la cursa i la puntuació és similar a la d'aquella altra disciplina. Les motos van equipades amb pneumàtics de claus per tal d'adherir-se a la superfície glaçada.

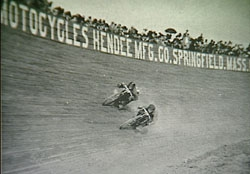
Board Track
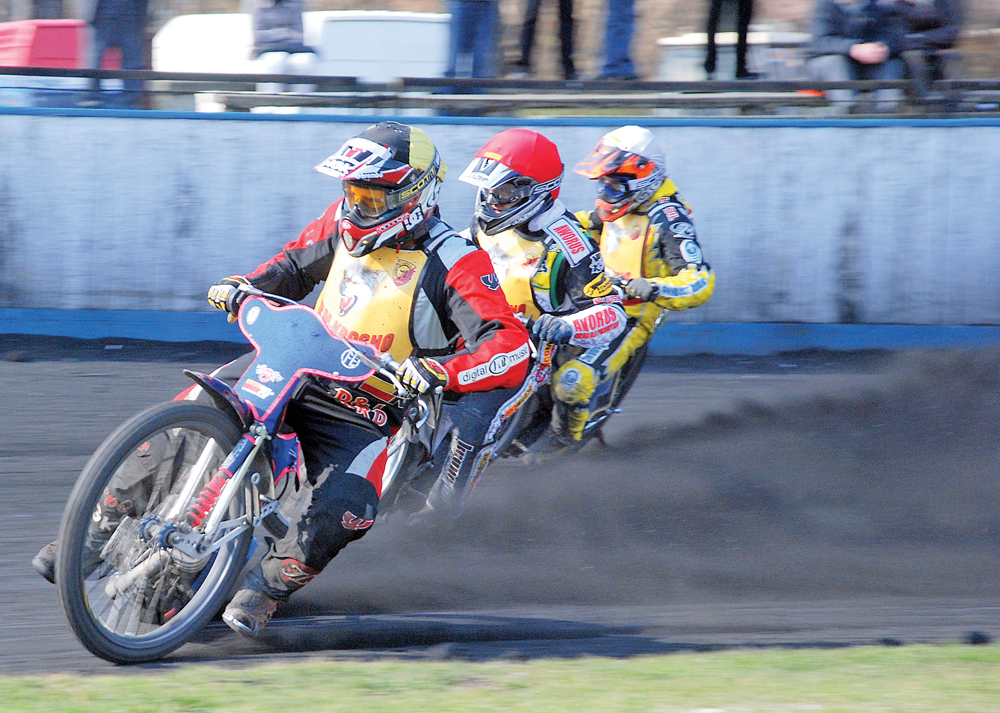
Speedway
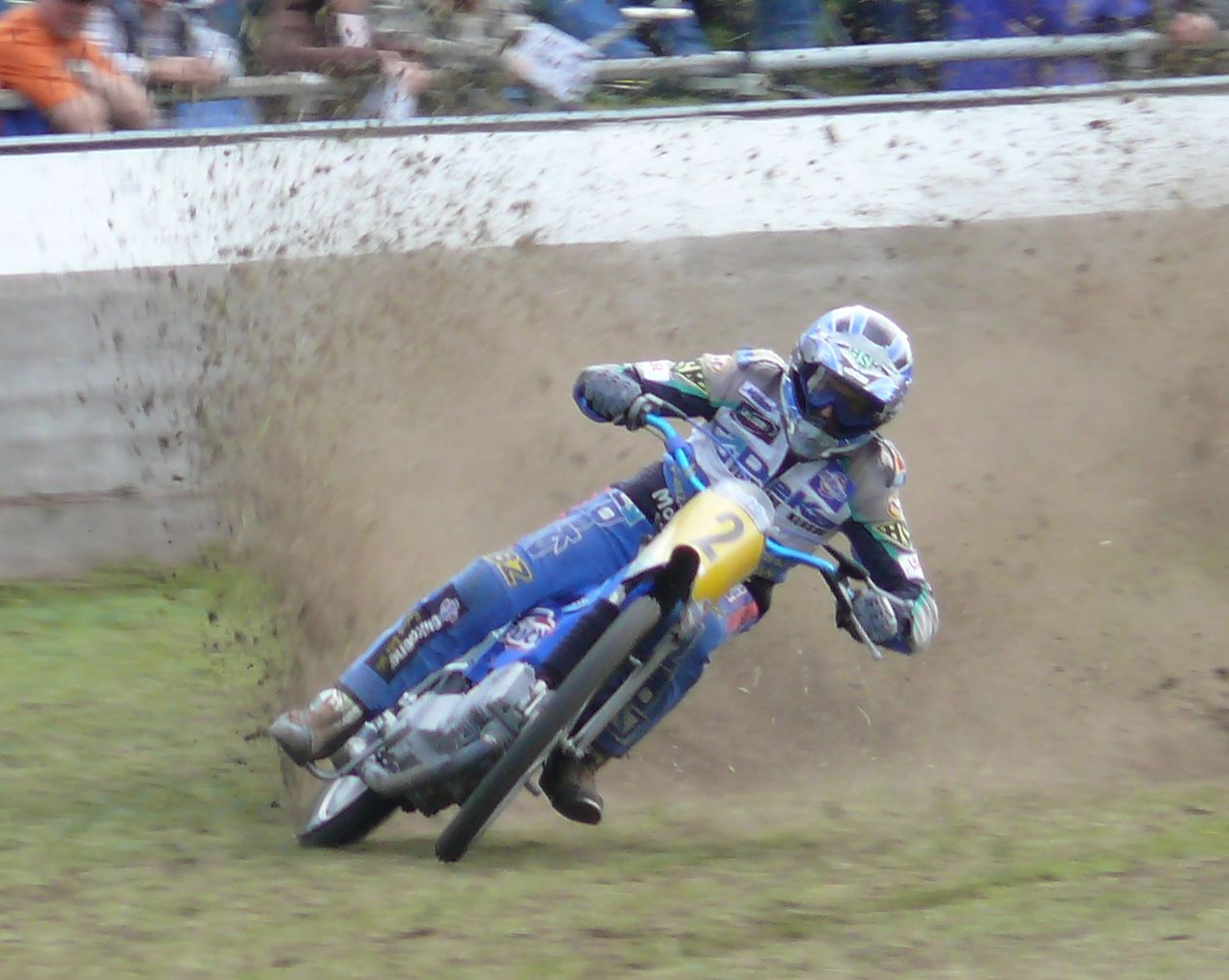
Grasstrack
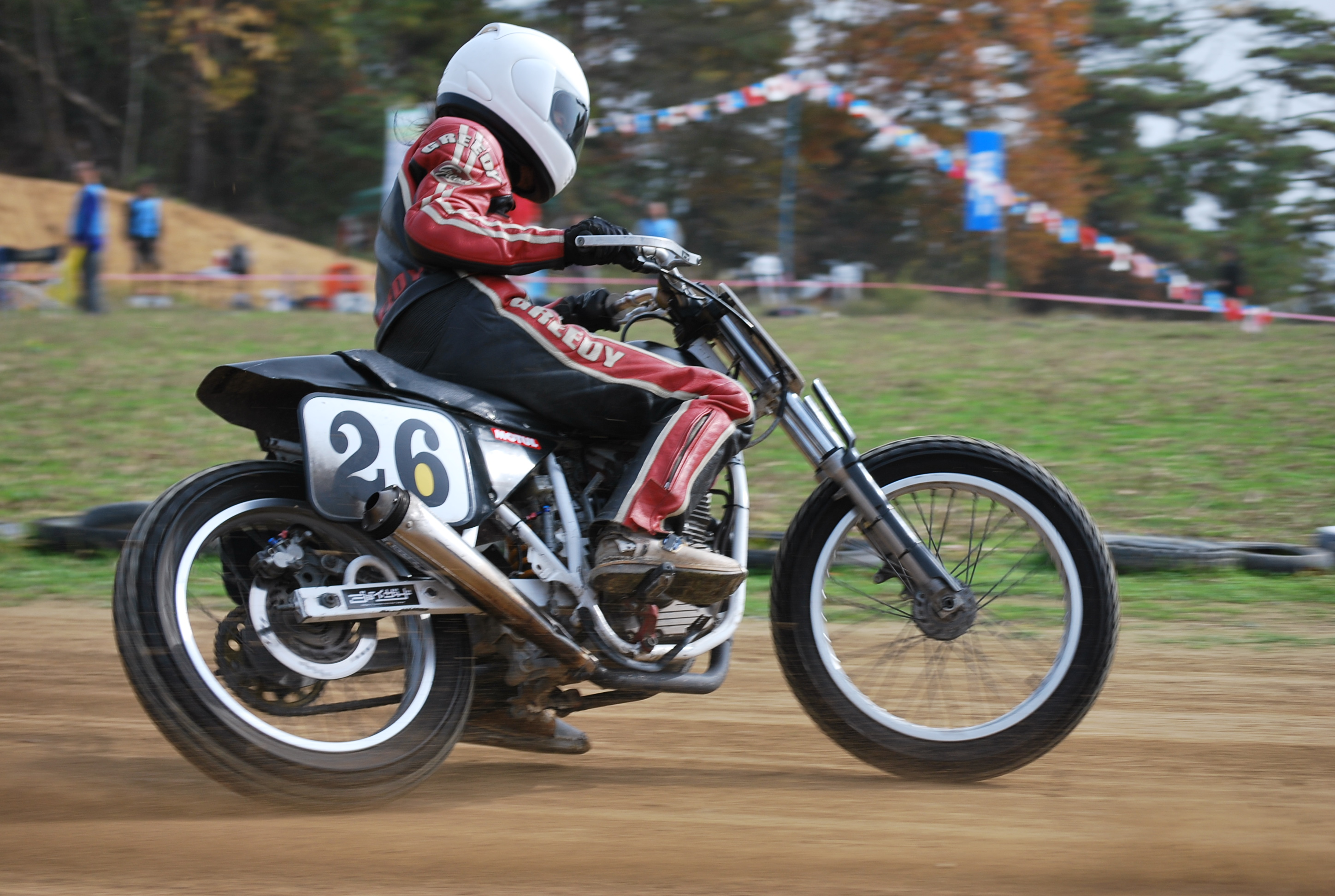
Flat Track
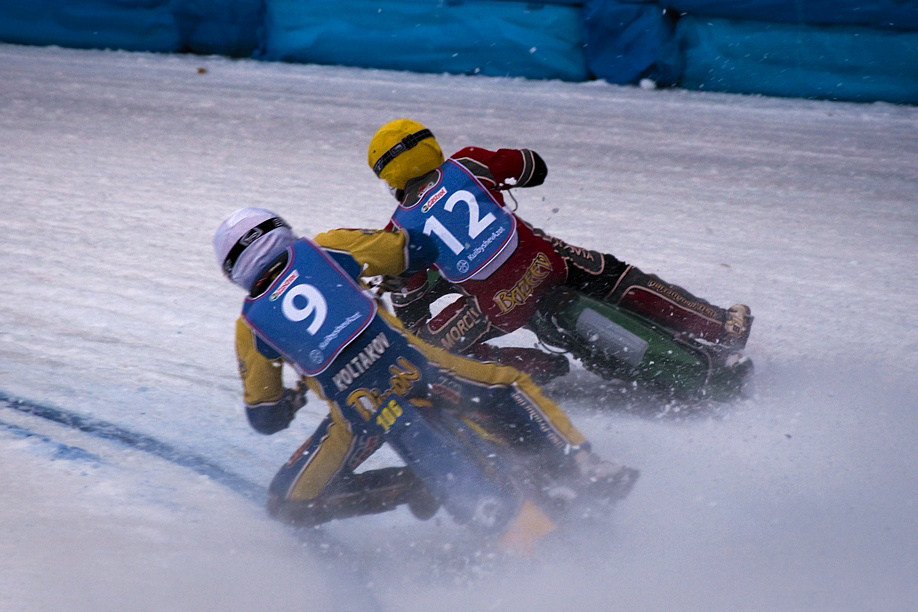
Ice Speedway

### Motociclisme fora d'asfalt
Les principals disciplines fora d'asfalt són:

#### Motocròs
És la modalitat més espectacular del motociclisme fora d'asfalt. Es tracta d'una cursa de velocitat en un circuit tancat, sobre una pista de terra amb terreny accidentat amb sots, pendents, salts, revolts i obstacles diversos com ara fang, sorra, tolls o pols. Tots els participants prenen la sortida a l'hora i guanya qui cobreix primer el nombre de voltes establert. Del motocròs se n'han derivat altres disciplines:
- Sidecarcross. Difereix del motocròs pel fet que les motocicletes que s'hi fan servir han de dur incorporat un sidecar. És, doncs, un esport que es practica en parella (conductor i passatger) en comptes d'individualment com el motocròs clàssic.
- Supercross. La diferència amb el motocròs és que en aquesta modalitat els circuits són artificials, instal·lats en recintes indoor -tancats-, ja sigui sota sostre (en un pavelló poliesportiu, per exemple) o a l'aire lliure (sovint, al mig d'un autòdrom).
- Freestyle Motocross, esport extrem de risc consistent a fer tota mena d'acrobàcies a l'aire mentre se salta amb una motocicleta de motocròs.
- Supermotard o Supermoto, espècie de barreja entre el motocròs i l'asfalt. Les motocicletes són de motocròs però amb diverses modificacions, especialment pel que fa a les rodes.
- Curses de platja. Són molt populars als Països Baixos, Bèlgica i nord de França, i consisteixen en curses de motocròs per platges amb molta sorra i dunes. El paradigma n'és l'Enduro de Le Touquet.

#### Trial

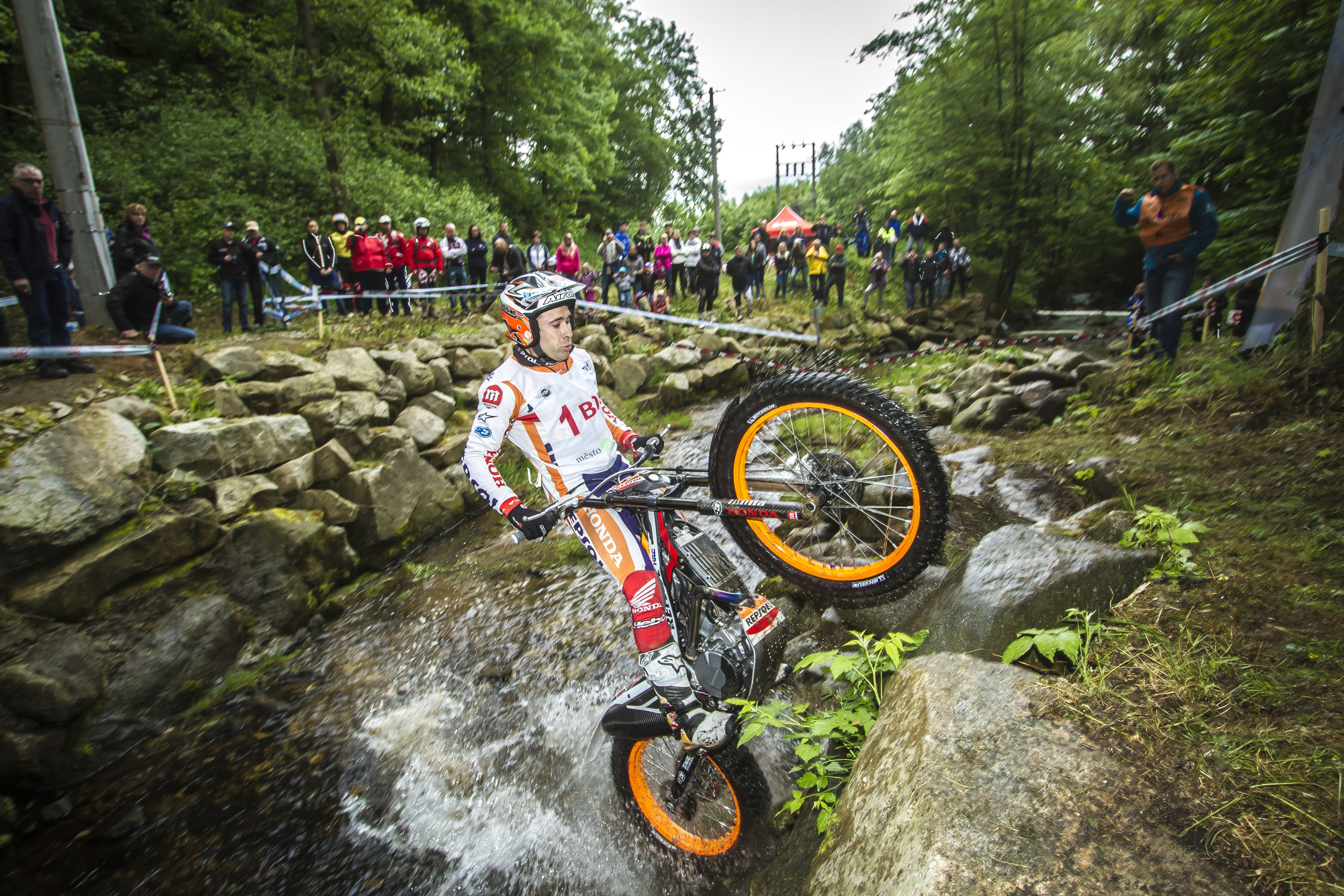
Trial

Disciplina consistent a superar trams difícils a camp obert amb els menors errors de pilotatge possibles. El pilot ha de passar per unes zones delimitades (que presenten dificultats com ara roques, fang, aigua, esglaons i altres) sense ajudar-se amb els peus ni amb cap part del cos. En cas de recolzar els peus a terra, caure o incórrer en alguna altra falta establerta, el participant rep una penalització. Qui guanya és qui menys n'hagi obtingut al final de la prova, amb la qual cosa es tracta d'una prova d'habilitat en la qual no compta la velocitat ans la perícia del pilot. Originada al Regne Unit a començament de segle xx, és una de les modalitats de motociclisme més antigues. Se n'han derivat dues modalitats:
- Trial indoor. La diferència amb el trial clàssic (anomenat també outdoor per a diferenciar-lo de l'Indoor) és que en aquesta modalitat les dificultats són artificials, instal·lades en recintes tancats, normalment sota sostre (en un pavelló poliesportiu), però de vegades a l'aire lliure (en un camp de futbol, per exemple).
- Sidecartrial o Sidetrial. Difereix del trial clàssic pel fet que les motocicletes que s'hi fan servir han de dur incorporat un sidecar.

#### Enduro
És probablement la modalitat més dura físicament del motociclisme. En essència, és una mena de ral·li per camins de muntanya i fora d'asfalt (tot i que pot recórrer també trams de carretera i fins i tot carrers urbans). Els pilots surten en tandes de dos o més a l'hora i han de completar el recorregut -que pot ser de 100 quilòmetres o més- en un temps estrictament predefinit, amb controls de pas on han de fitxar just al minut indicat, rebent penalització tant si hi arriben tard com abans d'hora. Els desempats entre els participants es resolen en els trams cronometrats que es distribueixen pel recorregut, on el pilot ha d'obtenir-hi el millor temps possible. Darrerament, de l'enduro se n'ha derivat també una sèrie de modalitats:
- Hare Scramble, una mena de cursa intensa d'enduro per zones boscoses en què el guanyador és qui hi manté la mitjana de velocitat més elevada.
- Hare and Hound, semblant al Hare Scramble però de menor intensitat.
- Enduro Extrem, proves a mig camí de l'enduro i el motocròs, de duresa extrema. En seria un exemple l'ErzbergRodeo d'Àustria.
- Enduro indoor, també anomenat Endurocross o Superenduro. És l'equivalent del Supercross pel que fa a l'enduro: una prova en espai tancat (sovint en pavellons poliesportius), amb obstacles artificials.
- Resistència TT. Curses idèntiques en el seu plantejament a les de resistència sobre asfalt, només que disputades en circuits fora d'asfalt (sovint fent-ne servir algun de motocròs).

#### Ral·li raid

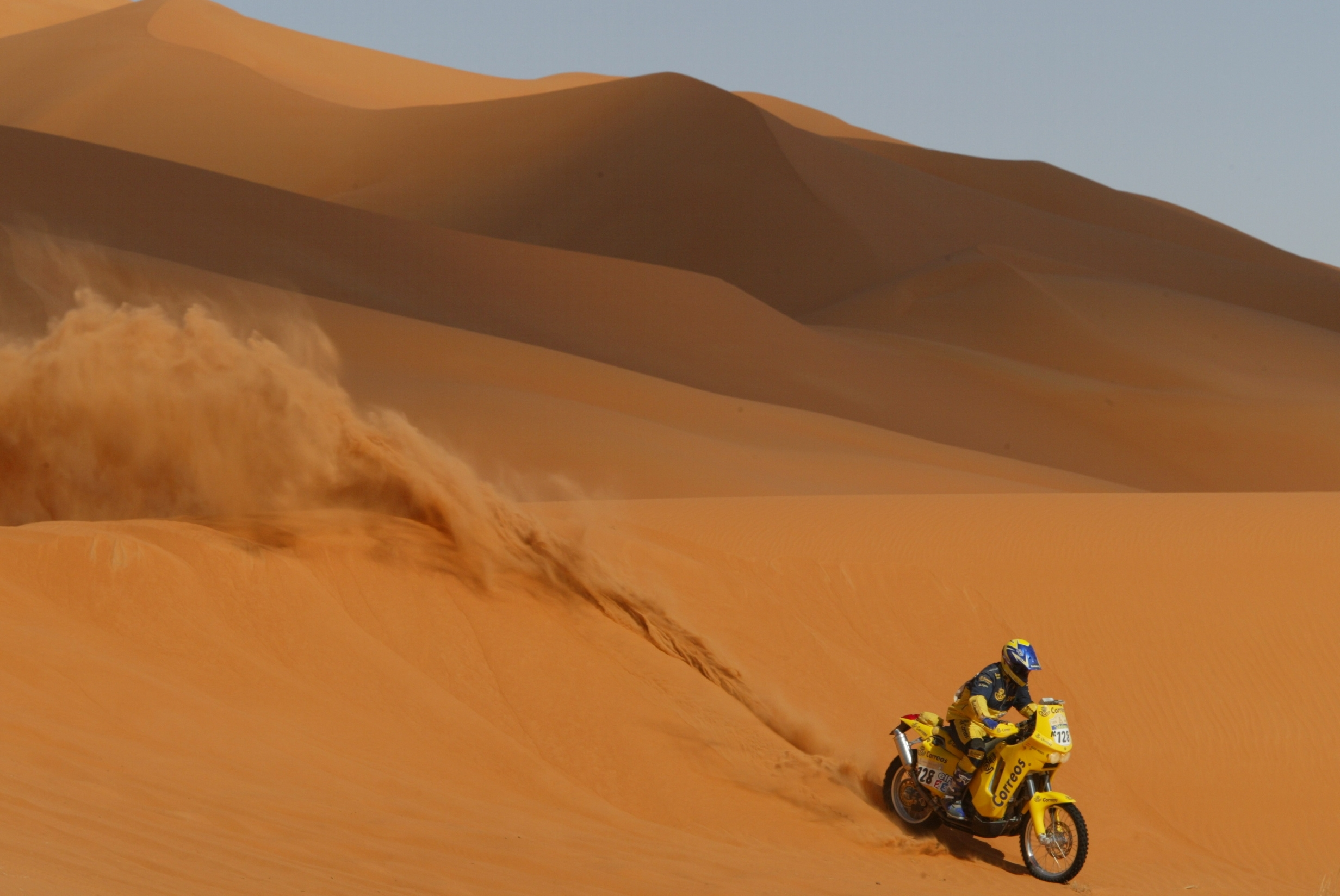
Ral·li raid

Conegut també com a Ral·li Cross Country (o, simplement, Raid) és una disciplina consistent en una cursa de llarga distància per tota mena de terreny seguint un itinerari establert prèviament per l'organització. Un Raid acostuma a durar de 3 a 15 dies, en el decurs de cadascun dels quals es poden arribar a recórrer centenars de quilòmetres. La prova més coneguda n'és el Ral·li Dakar. Hi ha una modalitat relacionada amb aquesta:

#### Cursa de desert
Les curses de desert difereixen del Ral·li raid pel fet de ser de curta durada (un o, a tot estirar, dos dies) i no tenir etapes. Cal recórrer una llarga distància pel desert però no és una cursa contrarellotge, ans de velocitat: els pilots surten alhora i guanya qui arribi abans. La més coneguda és la Baja 1000, que discorre pel desert de la Baixa Califòrnia.

#### Hillclimb
Mot anglès traduïble per "Pujar o escalar un turó"). En aquesta disciplina el participant s'enfronta a una pujada sense asfaltar de gran dificultat -sovint més del 45% de desnivell- o considerada intransitable. L'objectiu és arribar al cim com més aviat millor (o bé pujar tan amunt com es pugui) sense caure ni descavalcar de la motocicleta.

#### Curses sobre gel
Entenent com a tals, no aquelles ja descrites a l'apartat d'Ice Speedway, sinó curses de velocitat sobre superfícies glaçades, molt populars als països escandinaus. Es disputen normalment amb motocicletes de motocròs (les quals poden dur o no pneumàtics equipats amb claus) i de vegades se'n fan també amb sidecars.

## Altres modalitats
Hi ha altres modalitats que no són tan conegudes o bé no entren del tot en la categoria de motociclisme. Entre d'altres en destaquen aquestes:
- Gimcana, cursa de recorregut breu en què cal superar proves d'habilitat relacionades o no amb la conducció.
- Motoball o Motopolo, esport col·lectiu d'origen anglès, anàleg al futbol, practicat entre dos equips d'entre cinc i vuit jugadors cadascun, en el qual els participants van amb unes motocicletes especials.
- Stunt (terme anglès traduïble per "proesa, exercici acrobàtic o escena perillosa"). El seu objectiu és l'encadenament de figures (anomenades tricks, "trucs"), amb la motocicleta, sovint amb la roda del darrere o la del davant.

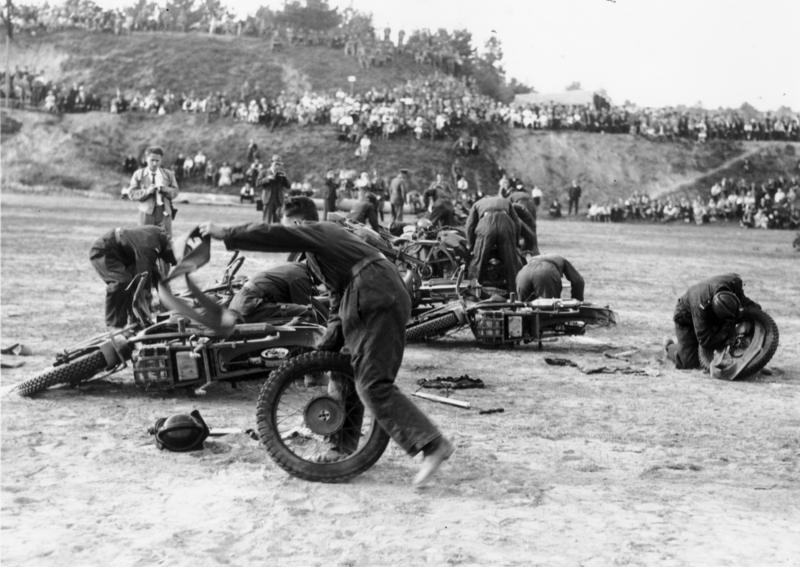
Gimcana
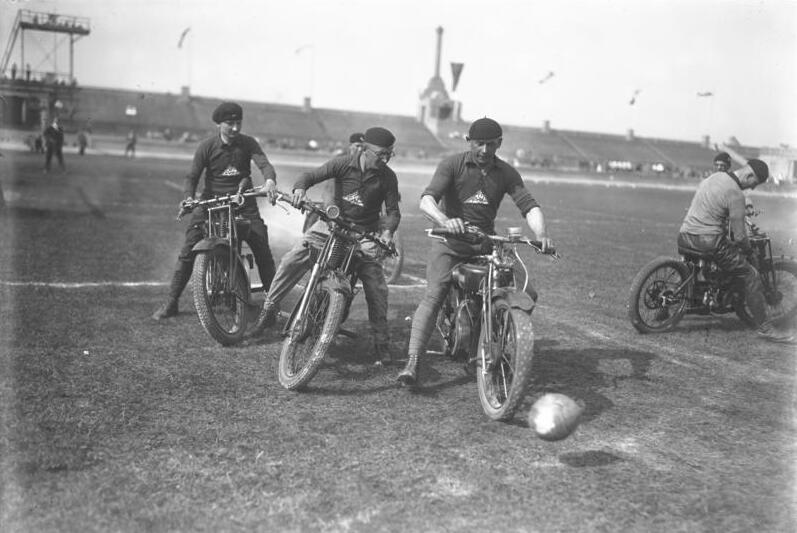
Motoball
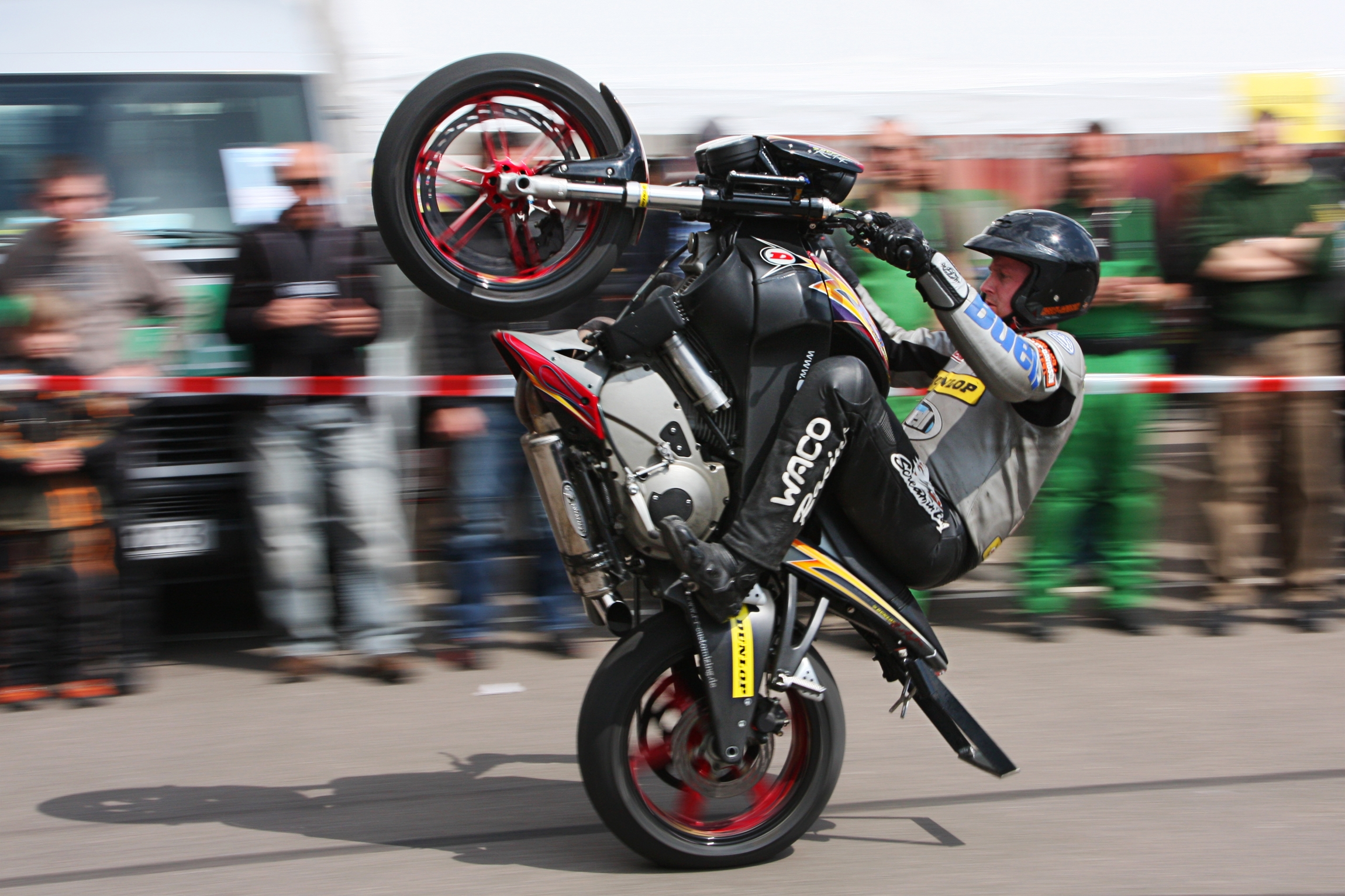
Stunt

## Esports derivats
El motociclisme ha originat diversos esports que es practiquen amb altres mitjans de transport. Entre altres, cal esmentar els següents:
- Esports derivats del Motocròs:
  - BMX, curses anàlogues a les de motocròs, en bicicleta
  - Autocròs, curses anàlogues a les de motocròs, en automòbil
  - Es fan també curses similars al motocròs amb quads i amb motos de neu
  - Hi ha també espectacles similars als de Freestyle Motocross realitzats amb bicicletes i amb motos de neu
- Esports derivats del Trial:
  - Bicitrial, proves d'habilitat anàlogues al trial, en bicicleta
  - Auto-Trial, proves d'habilitat similars al trial, amb automòbils 4x4
  - Truck-Trial (també anomenat LKW-Trial), proves d'habilitat similars al trial, amb camions de gran tonatge